# 卡德罗夫格罗兹尼国际机场
艾哈迈德·卡德罗夫格罗兹尼国际机场是俄罗斯车臣共和国的国际机场，位于首府格罗兹尼以北7.5公里处。机场始建于1938年，1977年建成新航站楼和跑道。